# بغنونية ثنائية القنابات
بغنونية ثنائية القنابات (الاسم العلمي: Bignonia bibracteata) هو نوع من النباتات يتبع جنس البغنونية من الفصيلة البنيونية.